# Cervibunus ornatus
Cervibunus ornatus is een hooiwagen uit de familie Sclerosomatidae.